# Округ Пајк (Мисисипи)
Округ Пајк (енгл. Pike County) је округ у америчкој савезној држави Мисисипи.

## Демографија
По попису из 2010. године број становника је 40.404, што је 1.464 (3,8%) становника више него 2000. године.
| Група             | 2000.          | 2010.          |
| Белци             | 19.841 (51,0%) | 18.564 (45,9%) |
| Афроамериканци    | 18.507 (47,5%) | 20.813 (51,5%) |
| Азијати           | 127 (0,3%)     | 232 (0,6%)     |
| Хиспаноамериканци | 284 (0,7%)     | 489 (1,2%)     |
| Укупно            | 38.940         | 40.404         |